# Oryctes pyrrhus
Oryctes pyrrhus är en skalbaggsart som beskrevs av Hermann Burmeister 1847. Oryctes pyrrhus ingår i släktet Oryctes och familjen Dynastidae. Inga underarter finns listade i Catalogue of Life.